# کارها شماره ۲
«کارها شماره ۲» (به انگلیسی: Works Volume 2) آلبومی از امرسون، لیک اند پالمر است که سال ۱۹۷۷ منتشر شد.